# المجلس الأمريكي للمكفوفين
المجلس الأمريكي للمكفوفين هو منظمة على مستوى الولايات المتحدة. تتألف المنظمة بشكل رئيسي من أشخاص مكفوفين وضعاف البصر يسعون إلى تحقيق الاستقلال والمساواة (مع أن هناك العديد من الأعضاء المبصرين الذين يشتركون معهم في الأهداف ذاتها).

## التاريخ
تشكّل المجلس الأمريكي للمكفوفين نتيجة لانحلال جمعية برايل فري برس في سنة ١٩٦١. وقد تأسست برايل فري برس سنة ١٩٥٩، وكانت ناقدة بشدة لمؤسسة المكفوفين الأمريكية، وتأسس المجلس الأمريكي للمكفوفين كبديل عنها. كان المجلس الأمريكي للمكفوفين أيضًا ناقدًا بشدة للاتحاد الوطني للمكفوفين، والذي كان العديد من أعضائه الأوائل قد انتموا إليه في الأصل. ومنذ ذلك الحين، ظلت العلاقة بين المنظمتين متوترة — إلى حد أنهما غالبًا ما تعقدان مؤتمراتهما في نفس الوقت، لمنع الناس من النشاط في كلتا المنظمتين. في سنة ٢٠١٣، انتُخبت كيم شارلسون كأول رئيسة للمجلس الأمريكي للمكفوفين، مما جعلها أول امرأة تترأس منظمة وطنية رئيسية تُعنى بالدفاع عن حقوق المستهلكين المكفوفين في الولايات المتحدة.

## المنظمات التابعة على مستوى الولايات
- مجلس المكفوفين في ألاباما
- المكفوفون المستقلون في ألاسكا، المحدودة
- مجلس المكفوفين في أريزونا
- مجلس المكفوفين في أركنساس
- مجلس المكفوفين في كاليفورنيا
- المجلس الأمريكي للمكفوفين في كولورادو، المحدودة
- مجلس المكفوفين في كونيتيكت
- مجلس المكفوفين وضعاف البصر في ديلاوير
- مجلس المكفوفين في واشنطن العاصمة
- مجلس المكفوفين في فلوريدا
- مجلس المكفوفين في جورجيا
- رابطة المكفوفين في هاواي
- مجلس المكفوفين في إلينوي
- المجلس الأمريكي للمكفوفين في إنديانا
- مجلس المكفوفين الموحد في آيوا
- رابطة المكفوفين وضعاف البصر في كانساس
- مجلس العشب الأزرق للمكفوفين
- مجلس المكفوفين في كنتاكي
- مجلس المكفوفين في لويزيانا
- المجلس الأمريكي للمكفوفين في مين
- المجلس الأمريكي للمكفوفين في ماريلاند
- مجلس الولاية الخليجية للمكفوفين
- مجلس المكفوفين وضعاف البصر في ميشيغان
- المجلس الأمريكي للمكفوفين في مينيسوتا
- مجلس المكفوفين في مسيسيبي
- مجلس المكفوفين في ميزوري
- مجلس المكفوفين وضعاف البصر في مونتانا
- المجلس الأمريكي للمكفوفين في نبراسكا
- مجلس المكفوفين في نيفادا
- مجلس المكفوفين في نيوجيرسي
- المجلس الأمريكي للمكفوفين في نيومكسيكو
- المجلس الأمريكي للمكفوفين في نيويورك، المحدودة
- مجلس المكفوفين في كارولاينا الشمالية
- رابطة المكفوفين في داكوتا الشمالية
- المجلس الأمريكي للمكفوفين في أوهايو
- مجلس المكفوفين في أوكلاهوما
- المجلس الأمريكي للمكفوفين في أوريغون
- مجلس المكفوفين في بنسلفانيا
- المجلس الأمريكي للمكفوفين في كارولاينا الجنوبية
- رابطة المكفوفين في داكوتا الجنوبية
- مجلس المكفوفين في تينيسي
- المجلس الأمريكي للمكفوفين في تكساس
- مجلس المكفوفين في يوتا
- مجلس المكفوفين في فيرمونت
- المجلس الأمريكي للمكفوفين في فرجينيا
- رابطة المكفوفين في فرجينيا
- مجلس المكفوفين في واشنطن
- مجلس الولاية الجبلية للمكفوفين
- مجلس المكفوفين في واشنطن
- المجلس الأمريكي للمكفوفين في ويسكونسن
- مجلس المكفوفين في وايومنغ

## المنظمات التابعة ذات الاهتمام الخاص
- التحالف من أجل الشيخوخة وفقدان البصر
- الرابطة الأمريكية للمعلمين المكفوفين
- الرابطة الأمريكية للمحامين ضعاف البصر
- المصابون بالسكري في المجلس الأمريكي للمكفوفين
- عائلات المجلس الأمريكي للمكفوفين
- موظفو الحكومة في المجلس الأمريكي للمكفوفين
- الجيل القادم في المجلس الأمريكي للمكفوفين
- مجلس الأسود المكفوفين من الليونز الأمريكيين
- هواة الراديو في المجلس الأمريكي للمكفوفين
- طلاب المجلس الأمريكي للمكفوفين
- المتخصصون في تكنولوجيا المعلومات من المكفوفين
- رابطة إحياء لغة برايل
- مجلس المواطنين ضعاف البصر الدولي
- أصدقاء الفن في المجلس الأمريكي للمكفوفين، المحدودة
- مستخدمي كلاب الإرشاد، المحدودة
- رواد الأعمال المستقلون ضعاف البصر
- مستخدمي المكتبات في أمريكا
- الباعة في برنامج راندولف-شيبرد في أمريكا

## روابط خارجية
- الصفحة الرئيسية لـ ACB